# 香山官邸
座標: 北緯39度58分19秒 東経126度19分18秒 / 北緯39.971916度 東経126.321648度
香山官邸（ヒャンサンかんてい）は平安北道香山郡に所在していた朝鮮民主主義人民共和国官邸。慈江道との境に近い平安北道の山中に立地し、香山郡の中心までの距離は約15キロメートルである。

## 概要
平壌から北に160キロメートルのところにあり、秀麗な山々、瀑布、深い渓谷、マツやカシワの大樹林、点在する古い仏教寺院などで知られる景勝の地、妙香山の山中に設けられた金一族の邸宅で、妙香山特閣（ミョヒャンサンとっかく） 、妙香山招待所（ミョヒャンサンしょうたいじょ） ともいう。なお、妙香山中の深い谷間には金日成と金正日に対して世界各国の人々から贈られた品物を展示した「国際親善展覧館」があり、観光の目玉となっている 。
邸宅の建設は1981年に始まり、1984年に完成した。香山官邸は金日成が特に気に入っていた別荘で 、彼の朝鮮建築とりわけ切妻屋根に対する愛情を示しているとされる。
1990年9月には自由民主党副総裁の金丸信と日本社会党副委員長の田邊誠をここに招き、田邊が平壌に戻った後、金日成と金丸信が差しで会談した場所としても知られる。
金日成が最後に心筋梗塞で倒れたのが、この香山官邸であった 。1994年7月7日の夜から翌8日の未明にかけてのことである。アメリカ人ジャーナリストのドン・オーバードーファーは、金日成の葬儀の際に北朝鮮高官と接触した在米韓国人記者文明子（ムン・ミョンジャ）から得た情報として、金日成の死去の場所が香山官邸であることを公表した。韓国のジャーナリスト禹鐘昌（ウ・ジョンチャン）もまた金日成の死の直後に延辺朝鮮族自治州で北朝鮮の上層部と接触のある中国人を取材し、このことを確認している。
金日成は金泳三韓国大統領とのあいだで、初の南北首脳会談を平壌で開催することに合意しており、日程は1994年7月25日から27日までの3日間が予定されていた。金日成は金泳三を香山官邸に招くつもりであったという。
金日成の死後、金正日の意向で別荘は撤去された。